# Paradoxe EPR
Pour les articles homonymes, voir EPR.
Ne doit pas être confondu avec le pont d'Einstein-Rosen (ER).
 (janvier 2013).
Si vous disposez d'ouvrages ou d'articles de référence ou si vous connaissez des sites web de qualité traitant du thème abordé ici, merci de compléter l'article en donnant les références utiles à sa vérifiabilité et en les liant à la section « Notes et références ».
Le paradoxe EPR, abréviation de Einstein-Podolsky-Rosen, est une expérience de pensée, élaborée par Albert Einstein, Boris Podolsky et Nathan Rosen,  et présentée dans un article de 1935, dont le but premier était de réfuter l'interprétation de l'école de Copenhague de la physique quantique.
Ce paradoxe met en évidence des corrélations de mesures d'objets quantiques intriqués à une distance arbitrairement grande. Or soit cela semble, a priori, incompatible avec le principe de localité, soit cela indique que le formalisme de la mécanique quantique est incomplet.
L'interprétation de Copenhague s'oppose à l'existence d'un quelconque état d'un système quantique avant toute mesure. En effet, il n'existe pas de preuve que cet état existe avant son observation et le supposer amène à certaines contradictions. Or, si deux particules sont émises et qu'une corrélation existe entre une de leurs propriétés (c'est-à-dire qu'il y a intrication quantique de l'état du système de ces deux particules, par exemple, la somme de leurs spins doit être nulle), la connaissance de l'état de la première après une mesure effectuée sur celle-ci nous informe de l'état dans lequel se trouve la seconde particule avant une mesure effectuée sur celle-là plus tard, alors que, selon l'interprétation de Copenhague, la valeur mesurée est déterminée aléatoirement au moment de la mesure. Si la mesure sur la première particule a donné « {\displaystyle +} », et que la première particule se trouve donc dorénavant dans l'état « {\displaystyle +} », la mesure sur la seconde donnera toujours « {\displaystyle -} ».
Un des problèmes est que cette dernière particule peut, à l'instant de la mesure, se trouver à une distance aussi grande qu'on le veut dans l'univers observable de la première. La ligne d'univers qui relie les deux événements « mesure sur la particule 1 » et « mesure sur la particule 2 » de l'espace-temps peut même être une courbe de genre espace, et la seconde particule ne peut donc absolument pas, dans ce dernier cas, « être informée » de quelque façon que ce soit de l'état dans lequel se trouvait la première après la mesure. Comment croire, dans ces conditions, que l'état dans lequel est trouvé la seconde particule après la mesure n'était pas déterminé dès le départ, en contradiction avec la représentation de Copenhague ?
Ce paradoxe semble révéler une contradiction dans la mécanique quantique, ou du moins une incompatibilité de celle-ci avec au moins l'une des trois hypothèses suivantes :
1. impossibilité pour un signal de dépasser la vitesse c (causalité relativiste) ;
2. la mécanique quantique est complète et décrit entièrement la réalité (pas de variable cachée locale) ;
3. les deux particules éloignées forment deux entités pouvant être considérées indépendamment l'une de l'autre, chacune étant localisée dans l'espace-temps (principe de localité).

## L'argument EPR
L'argument EPR, tel que présenté en 1935, est fondé sur le raisonnement suivant.
Tout d'abord il faut rappeler que le principe d'incertitude (ou d'indétermination) interdit de connaître simultanément la valeur précise de deux quantités physiques dites incompatibles, typiquement, la vitesse et la position d'une particule. Plus une quantité est mesurée avec précision, plus la mesure de l'autre est indéterminée.
De ce principe d'incertitude, EPR déduit deux affirmations mutuellement exclusives :
1. La description de la réalité donnée par la mécanique quantique n'est pas complète.
2. Les deux quantités physiques incompatibles n'ont pas simultanément une réalité objective.

L'interprétation de Copenhague arrive à la conclusion que 2) est vrai et 1) est faux, alors que EPR entendent démontrer que 1) est vrai et 2) est faux.
Pour cela, ils mettent au point une expérience de pensée qui mène à la détermination simultanée de deux quantités physiques non commutables, et donc à la conclusion que 2) est faux et par conséquent que 1) est vrai, les deux affirmations étant mutuellement exclusives
Pour démontrer que 2) est faux, il est indispensable de définir précisément ce qu'est la notion de « réalité » d'une quantité physique (par exemple la « position »). EPR mettent en évidence une condition suffisante de « réalité » :
- Si, sans perturber en aucune manière l'état d'un système, la valeur d'une quantité physique de ce système peut être prédite avec une probabilité égale à 1, alors il existe un élément de réalité correspondant à cette quantité physique.

L'argument proposé en 1935 portait sur la mesure des positions et vitesses d'une paire de particules. David Bohm l'a transposé à la mesure des spins de ces particules puis David Mermin (en) à celle de la polarisation d'une paire de photons. 
Soient deux photons P1 et P2 intriqués de manière à avoir un moment cinétique total égal à zéro (spins anti-corrélés). Les deux quantités physiques non commutables utilisées dans le raisonnement sont :
1) Le spin mesuré selon une direction Sx,
2) Le spin mesuré selon une autre direction Sz.
Si P1 est mesuré selon Sx, alors - sans aucunement perturber P2 (on suppose le principe de localité) on connaît nécessairement la mesure de P2 selon cet axe (l'opposé).
De même, si P2 est mesuré selon Sz, alors - sans aucunement perturber P1, on connaît nécessairement la mesure de P1 selon cet axe (l'opposé également).
Donc, la mesure de P1 selon un axe et de P2 selon l'autre permet de prédire avec certitude la valeur des deux quantités physiques. Ces deux quantités possèdent donc une réalité objective, et par conséquent 2) est faux et 1) est vrai.
Tel est le paradoxe formulé initialement par EPR.

## L'intrication: deux interprétations possibles

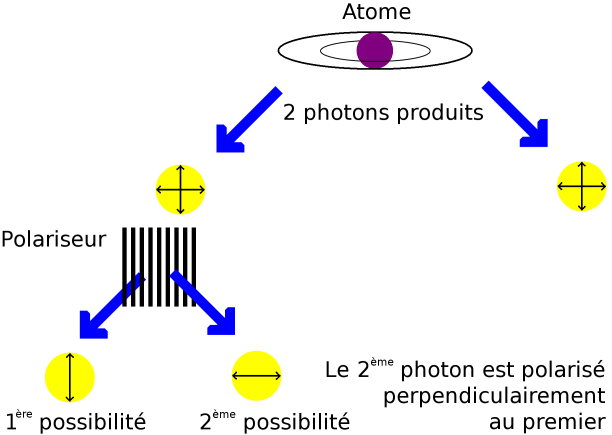
Schéma d'une expérience décrivant le paradoxe EPR : deux photons sont émis par un atome. Avant le passage dans le polariseur, les états de polarisation des deux photons sont indéterminés : ces états sont au mieux caractérisés par une superposition de deux états de polarisation, horizontal et vertical. Or, en supposant que le moment cinétique du système est nul, la conservation de celui-ci impose aux deux photons d'avoir des polarisations opposées. Dans le paradoxe EPR, cela impliquerait que la polarisation du second photon est connue, sans même la mesurer. L'intrication quantique des deux photons permettrait d'expliquer ce phénomène.

Soit deux photons intriqués, polarisés perpendiculairement l'un par rapport à l'autre. Ces photons sont dans un état superposé, avec deux possibilités : 1) le premier photon est polarisé verticalement et 2) le second est polarisé horizontalement (l'état inverse du premier, pour assurer que le moment cinétique, invariant du système réunissant les deux photons reste nul). Alors la mesure de la polarisation d'un photon implique nécessairement que le second photon sera polarisé perpendiculairement au premier, quel que soit l'état de polarisation mesuré pour un photon (que l'on ne peut prévoir). 
En effet, selon la mécanique quantique, avant la mesure, la polarisation de ces photons est indéterminée. Les photons sont dans un état superposé entre les polarisations horizontale et verticale, c’est-à-dire qu'il y a une chance sur deux d'obtenir une polarisation horizontale lors de la mesure, et une chance sur deux d'obtenir une polarisation verticale.
Étant donné que l'état de polarisation de chaque photon semble aléatoirement déterminé au moment de la mesure, comment expliquer que les deux photons soient toujours perpendiculaires ? Deux interprétations sont possibles :
- l'état des deux photons est indéterminé avant la mesure de la polarisation d'un des photons, et c'est la mesure de la polarisation de l'un des deux photons qui entraîne instantanément une  polarisation de l'autre photon perpendiculairement à celle du premier. C'est le point de vue de Niels Bohr quand il en débat en 1930 au congrès de Bruxelles ;
- l'état des deux photons est déterminé avant la mesure (au moment de leur intrication, suivant la terminologie moderne) et est révélé au moment de la mesure. C'est la position d'Albert Einstein, partisan du déterminisme « classique ». Pour lui, les états des particules existaient avant la mesure. Si deux particules sont corrélées, c'est parce qu'elles l'étaient dès le début, et non au moment de la mesure.

## Le paradoxe
Ce n'était en apparence qu'un débat philosophique entre deux manières de voir des phénomènes, car ces deux points de vue donnaient a priori le même résultat. Mais dans certaines conditions particulières, ces deux conceptions ne sont pas compatibles. Albert Einstein a élaboré un paradoxe : le paradoxe EPR, du nom de ses inventeurs.
Le principe du paradoxe est de mesurer simultanément (dans un intervalle de temps suffisamment court pour que l'information n'ait pas le temps de se propager d'une particule à l'autre, la ligne d'univers qui relie les deux événements « mesure sur la particule 1 » et « mesure sur la particule 2 » de l'espace-temps étant une courbe de genre espace) deux grandeurs s'excluant, telles que la position et la vitesse, ce qui serait en violation avec les inégalités d'Heisenberg, et qui donnerait plus d'information que ce que la mécanique quantique prétend décrire, pour prouver que cette théorie est incomplète.
Einstein propose ensuite d'améliorer la mécanique quantique en introduisant une théorie utilisant des variables cachées locales.

## Débats Bohr-Einstein
Niels Bohr a répondu rapidement en rejetant les variables cachées locales, et en insistant sur le fait que les états quantiques n'existent pas tant qu'ils n'ont pas été mesurés. Avant la mesure, on ne peut que prévoir des probabilités d'obtenir certaines valeurs pour un état quantique. Il n'y a de déterminisme dans le résultat d'une mesure (probabilité égale à 1 de trouver le résultat attendu de la mesure) que si une mesure précédente a déterminé l'état quantique dans lequel se trouve le système après la première mesure, et tant qu'une mesure incompatible avec la première (mesure de la position, après avoir déterminé la quantité de mouvement, par exemple — puisque, dans ce cas, les opérateurs associés aux observables ne commutent pas) n'a pas détruit l'état quantique qui avait été induit par la première mesure. Actuellement[Quand ?], certains physiciens pensent que la décohérence quantique pourrait expliquer rationnellement cette propriété étrange des états quantiques[réf. souhaitée].
Albert Einstein n'a jamais accepté le concept d'influence causale instantanée à distance, qu'il qualifiait d'«  action fantomatique à distance ». Les débats entre Einstein et Bohr sur ce paradoxe ont duré vingt ans, jusqu'à la fin de leur vie.

## Les expériences
En 1964, John Stewart Bell produisit un théorème permettant de quantifier les implications du paradoxe EPR, ouvrant la voie à l'expérimentation : dès lors la résolution du paradoxe EPR pouvait devenir une question expérimentale, plutôt qu'un choix épistémologique.
La technologie de l'époque ne permettait pas de réaliser une expérience testant les inégalités de Bell, mais Alain Aspect a pu la réaliser en 1981, puis en 1982, à l'Institut d'Optique à Orsay, confirmant la validité des prédictions de la mécanique quantique dans le cas du paradoxe EPR. Cette expérience d'Aspect procédait d'une idée qu'il avait publiée dès 1976 mais que personne n'avait reprise depuis. Pour cela il a reçu le prix Nobel de physique en 2022.
En 1988-1989, d'autres expériences (Maryland, Rochester,), encore plus perfectionnées, ont permis de tester les intrications à très grande distance et de combler des petites failles expérimentales laissées ouvertes par les expériences d'Orsay.
Toutefois, si ces expériences impliquent que l'on renonce à l'une des trois hypothèses (on[Qui ?] s'est décidé pour la non-localité, la mécanique quantique devenant une théorie physique non locale), elles ne permettent nullement la transmission d'un signal plus vite que la lumière (sans quoi d'ailleurs soit la causalité, soit la relativité serait violée)Interprétation abusive ?.

## Un enthousiasme encombrant
En octobre 1979 fut organisé le colloque de Cordoue. Ce colloque, qui partait de la volonté de présenter aux chercheurs des autres domaines les possibles implications formidables de tels effets, a finalement contribué à brouiller les implications réelles de ces expériences.

Le physicien et philosophe des sciences  Étienne Klein donne une métaphore romantique de l'effet EPR : 

« Deux cœurs qui ont interagi dans le passé ne peuvent plus être considérés de la même manière que s'ils ne s'étaient jamais rencontrés. Marqués à jamais par leur rencontre, ils forment un tout inséparable. »

Cette interprétation n'est pas si dépourvue d'intérêt scientifique qu'il n'y paraît : Klein, dans ses travaux de vulgarisation, a toujours tenté de montrer comment les phénomènes de physique quantique tenus pour des paradoxes de cette discipline ressemblent à des effets très familiers.
John Stewart Bell, pour sa part, était fasciné par les jumeaux, dont il parlait fréquemment à ses collègues alors qu'il préparait ses travaux sur l'intrication quantique. Le cas des Jim Twins, séparés à la naissance mais ayant vécu des vies étrangement « intriquées », l'avait particulièrement étonné.

Pour David Bohm, cet enthousiasme est encombrant parce qu'il éveille des craintes chez plusieurs scientifiques quant à leur rôle historique vis-à-vis des croyances primitives et de la magie, où le principe de non-localité joue un rôle-clé : 

« Peut-être reste-t-il une peur profondément enracinée que le simple fait de considérer l'idée de non-localité pourrait rouvrir les vannes qui nous protègent de ce qui est perçu comme des pensées irrationnelles qui se tapissent sous la surface de la culture moderne. Même si c'était le cas, ce ne serait pas un argument valable contre la non-localité. »

L'erreur commune selon laquelle l'effet EPR pourrait servir à transmettre de l'information instantanément est répandue jusque dans la littérature : dans À la croisée des mondes, les espions communiquent (y compris entre différents univers parallèles) avec des dispositifs exploitant cet effet.

## Des conclusions plus sereines
(juillet 2024).
Les points établis par cette expérience sont les suivants :
- Les inégalités de Bell sont violées (ce qui implique que l'on exclut les théories à variables cachées locales, plus clairement les théories aux variables aléatoires partagées) ;
- Il n'existe donc pas de variables cachées locales (dans le sens de créées localement, avant d'être séparées entre les participants), contrairement à ce qu'espérait Einstein ;
- Si l'on veut conserver l'hypothèse d'une limite à la vitesse de transmission d'une information (c, vitesse de la lumière), sans quoi les principes de relativité et de causalité relativiste seraient violés, il faut admettre que deux particules créées conjointement, même géographiquement séparées, continuent à se comporter comme un système unique (non-localité du système) dès lors qu'elles sont dans un état intriqué.

Finalement, le principe de causalité reste valable, du fait que l'on peut considérer qu'il n'y a pas de lien de cause à effet entre l'entrée de la partie A et le résultat de la partie B et vice versa, bien que les résultats de mesure des deux particules ne soient pas des événements indépendants distincts, parce que les parties A et B sont intriquées et qu'elles ne peuvent être considérées indépendamment l'une de l'autre, même si la ligne d'univers qui relie les deux évènements « mesure A » et « mesure B » de l'espace-temps est une courbe de genre espace.
De même, le principe de relativité reste valable ; la raison est que le résultat de la mesure relatif à la première particule est toujours aléatoire, dans le cas des états intriqués comme dans le cas des états non intriqués ; il est donc impossible de « transmettre » quelque information que ce soit, puisque la modification de l'état de l'autre particule, pour immédiate qu'elle soit, conduit à un résultat de la mesure relatif à la seconde particule qui est toujours aussi aléatoire que celui relatif à la première particule ; les corrélations entre les mesures des deux particules, bien que très réelles et mises en évidence dans de nombreux laboratoires de par le monde, resteront indétectables tant que les résultats des mesures ne seront pas comparés, ce qui implique nécessairement un échange d'information classique, respectueux de la relativité.
En revanche, le fait que la mécanique quantique tolère l'existence d'états intriqués, états ayant effectivement été observés en laboratoire et dont le comportement est en accord avec celui prévu par la mécanique quantique, implique indubitablement que la mécanique quantique est une théorie physique non locale.
Des recherches sont toujours en cours, durant les années 2010, pour tenter de réconcilier la non-localité et la relativité. Par exemple, un article fondé sur la théorie symétrique de Wheeler et Feynman réécrit cette dernière entièrement en termes de potentiels retardés de Liénard-Wiechert, et obtient donc une théorie d'une certaine manière causale, et établit une loi de conservation pour la quantité de mouvement canonique totale, tenue de façon instantanée pour tout système fermé. Le résultat implique une corrélation entre les particules par une « poignée de mains » basée sur le principe de moindre action appliqué sur un système dans tout son ensemble, une idée « non-locale ».  En revanche, cette théorie est selon son auteur en accord avec l'électrodynamique quantique et la chimie quantique relativiste.